# Pedantocracia
O termo pedantocracia é utilizado para descrever um sistema político ou educacional que valoriza excessivamente o conhecimento erudito e a rigidez formal, em detrimento da criatividade, originalidade e pensamento crítico. Esta concepção está associada ao positivismo, uma corrente filosófica e científica que surgiu no século XIX, especialmente na França, e teve grande influência no pensamento social e político da época.
A pedantocracia é vista como um sistema opressivo e elitista, que privilegia apenas aqueles que possuem conhecimentos eruditos, enquanto exclui e marginaliza aqueles que possuem outras formas de conhecimento ou que têm dificuldades em se adequar aos padrões acadêmicos. A palavra "pedantocracia" deriva de "pedante", um termo que originalmente se referia a um mestre-escola ou tutor, mas que passou a ter um sentido pejorativo para designar uma pessoa que ostenta um conhecimento vazio ou excessivo.